# Gore-Tex

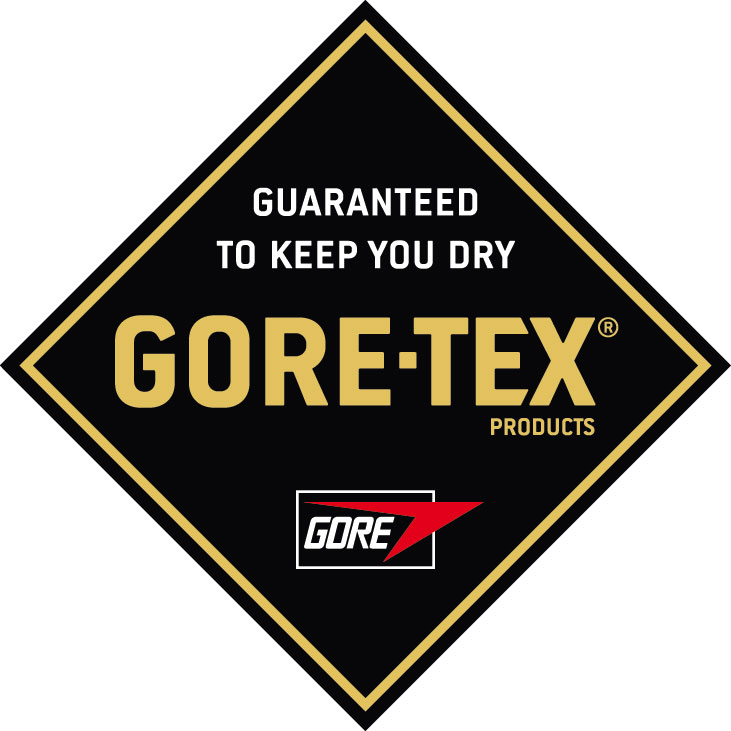
Il logo del Gore-Tex

Il Gore-Tex è un tessuto sintetico dalle alte capacità impermeabili e traspiranti, costituito da teflon microporoso. 
La parola deriva dal cognome dell'imprenditore W. Gore e letteralmente significa "tessuto di Gore".

## Storia
Il Gore-Tex è stato inventato dagli imprenditori tessili statunitensi Wilbert L. Gore e da suo figlio Robert W. e  brevettato il 27 aprile 1976.
Per questa loro invenzione nel 2006 Wilbert e Robert Gore sono stati inseriti nel National Inventors Hall of Fame.

## Composizione e struttura

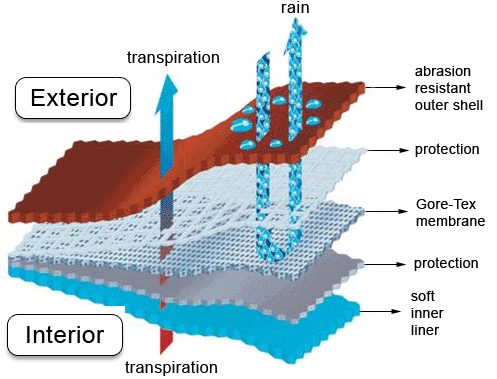
Composizione schematica del Gore-Tex

Il Gore-Tex è composto da politetrafluoroetilene (PTFE) espanso termomeccanicamente. Il tessuto vero e proprio è poi costituito da dieci membrane di Gore-Tex ciascuna delle quali presenta circa 9 miliardi di microscopici fori per pollice quadrato. Proprio questi fori permettono la traspirazione mantenendo l'impermeabilità del materiale.

## Applicazioni
Il Gore-Tex, come gli altri materiali composti da politetrafluoroetilene (Teflon), viene usato per una grande varietà di applicazioni: tessuti tecnici e ad alte prestazioni, ma anche guarnizioni e isolanti. In particolare ha presentato una grossa evoluzione per alcuni settori quali l'alpinismo e gli sport estremi in generale, in quanto ha permesso la produzione di abbigliamento tecnico (giacche a vento) resistente all'acqua, al vento, traspirante e assai leggero. Viene utilizzato anche in campo chirurgico per la produzione di vasi sanguigni artificiali e per la ricostruzione di strutture come il diaframma, il pericardio, ecc.